# .se
.se ist die länderspezifische Top-Level-Domain (ccTLD) Schwedens. Sie wurde am 4. September 1986 eingeführt und wird von der Internet Infrastructure Foundation mit Hauptsitz in Stockholm verwaltet.

## Eigenschaften
Insgesamt darf eine .se-Domain zwischen zwei und 63 Zeichen beinhalten. Die Vergabe erfolgt vollkommen automatisiert und in der Regel innerhalb weniger Minuten. Allerdings verlangt die Vergabestelle, dass Privatpersonen ihre Ausweisnummer und ihr Geburtsdatum und Unternehmen ihre Umsatzsteuer-Identifikationsnummer und einen Eintrag im Handelsregister angeben, wenn sie eine neue .se-Domain registrieren. Neben der Möglichkeit, alphanumerische Zeichen zu verwenden, wurde im Juli 2007 die Möglichkeit internationalisierter Domainnamen geschaffen. Neben Schwedisch konnten auch Zeichen aus den Sprachen Finnisch, Tornedalfinnisch, Jiddisch, Romani und Samisch genutzt werden, die im Land von einer Minderheit verwendet und staatlich anerkannt sind. Auch Norwegisch, Dänisch, Isländisch und Färöisch werden seitdem unterstützt.
Die Top-Level-Domain ist eine der wenigen Adressen, die eine Schlichtungsstelle für Streitigkeiten um .se-Domains eingerichtet hat. Die Vergabestelle bietet seit März 2011 sogar ein beschleunigtes Verfahren an, um innerhalb von zehn statt 30 Tagen eine außergerichtliche Einigung zwischen zwei Parteien herbeizuführen.

## Kontroversen
Im September 2009 wurde bekannt, dass die staatliche Regulierungsbehörde eine Weisung an die Vergabestelle erlassen hat, vor der Anmeldung einer Domain mit dem Begriff bank den Interessenten zu überprüfen. Die Anweisung wurde öffentlich harsch kritisiert, da sie als erster Schritt in eine Zensur der Vergabe von .se-Domains angesehen wurde.
Auf Veranlassung von The Pirate Bay wurde unter anderem eine Unterschriftenaktion gegen die Maßnahme gestartet. Trotzdem hat die Vergabestelle öffentlich bestätigt, die Domain der Organisation nicht löschen zu wollen. Ob Urheberrechtsverletzungen oder ein anderer Verstoß gegen schwedische Gesetze vorliegen würde, müsse zunächst von einem ordentlichen Gericht geprüft werden.
2009 geriet die IIS ebenfalls in die Kritik, da sämtliche .se-Domains am 12. Oktober für einige Stunden nicht erreichbar waren. Grund war ein Fehler im Domain Name System.